# Христос Дремлис
Христос Дремлис (на гръцки: Χρήστος Δρεμλής) е македонски гъркоманин, деец на гръцката въоръжена пропаганда в Македония.

## Биография
Христос Дремлис е роден в солунското градче Лъгадина, тогава в Османската империя. Заедно с Илияс Георгиадис учреждават местния клуб „Анагениси“ (Възраждане) - тайна организация за борба с четите на ВМОРО, прикрита под дарителска дейност. Христос Дремлис става свръзка на Яни Рамненски и доставя оръжие и боеприпаси за село Равна. Скоро след това се присъединява и към неговата чета и заедно действат в Кукушко, Сярско и Лъгадинско.
След това Дремлис обособява своя собствена чета и действа до 1908 година в района на Кукуш, Карадаг (Мавровуни) и Богданска планина, Нигрита, както и при Бешичкото и Лъгадинското езеро.